# خوليو إغليسياس الابن
خوليو إغلسياس الابن (بالإسبانية: Julio Iglesias, Jr.)‏ (و. 1973  م) هو مغني، وعارض إسباني، ولد في مدريد، يستخدم آلات قيثارة.

## التعليم
تعلم في جامعة كمبلوتنسي بمدريد.

## وصلات خارجية
- خوليو إغليسياس الابن على موقع IMDb (الإنجليزية)
- خوليو إغليسياس الابن على موقع ميوزك برينز (الإنجليزية)
- خوليو إغليسياس الابن على موقع ديسكوغز (الإنجليزية)
- خوليو إغليسياس الابن على موقع قاعدة بيانات الفيلم (الإنجليزية)

- خوليو إغليسياس الابن في قاعدة بيانات الأفلام على الإنترنت